# Romklubben

Romklubben (italienska Club di Roma) är en internationell informell sammanslutning som engagerar sig i internationella politiska frågor. Romklubben grundades 1968 på David Rockefellers egendom i Bellagio i Italien av Aurelio Peccei och Alexander King. Nuvarande ordförande är sedan 2012 Anders Wijkman (Sverige) och Ernst Ulrich von Weizsäcker (Tyskland).
Romklubben blev framför allt känd för sin skrift Tillväxtens gränser (Limits to Growth) (svensk översättning Margareta Eklöf, Bonnier, 1972), som sålt i mer än 30 miljoner exemplar på omkring 30 språk. Den utkom i en omarbetad utgåva 2004. Boken blev mycket kritiserad för att den menas företräda nymalthusianism, eftersom den lägger fram argument för att jordens tillgångar inte räckte till för den ekonomiska tillväxten på grund av den snabba befolkningstillväxten. Särskilt oljeindustrin ansåg de vara i riskzonen. Den fick även kritik för bristande vetenskaplighet, men den räknas också som ett portalverk för den nya miljörörelsen då den påvisade hur resursbegränsning omöjliggör obegränsad ekonomisk tillväxt.
Berömda citat är:
I skriften Den Första Globala Revolutionen (från 1991 som var en uppföljare av skriften Tillväxtens Gränser) skriver Romklubben att: 
- Demokrati är inte ett universalmedel. Den kan inte ordna allt och den är omedveten om sina egna begränsningar. Detta faktum måste tas itu med utan omvägar. Hur respektlöst det än må låta, är demokratin inte längre väl lämpad för de frågor som väntar. Komplexiteten och den tekniska karaktären på många av dagens problem tillåter inte alltid valda representanter att göra kompetenta beslut vid rätt tillfälle.

Texten ovan brukar användas för att visa att Romklubben inte vill ha demokrati men texten är tagen ur sitt sammanhang och innehåller dessutom en dålig översättning, det ska vara "Demokratin i sin nuvarande form, är inte längre väl lämpad ..." (In its present form, democracy is no longer …" . Det blir tydligt när man läser efterföljande stycke:
- Få politiker i tjänsten är tillräckligt medvetna om den globala karaktären av de problem som de står inför och liten, om någon, medvetenhet om samverkan mellan problemen. Generellt sett sker informerad missnöje om de viktigaste politiska, ekonomiska och sociala frågorna på radio och tv snarare än i parlamentet, till nackdel för det senare. De politiska partiernas verksamhet är så intensivt inriktad på valfrister och partirivaler att de i slutändan försvagar demokratin som de ska tjäna. Detta konfronterande tillvägagångssätt ger ett intryck av att partiets behov går före nationella intressen. Strategier och taktik verkar viktigare än målen och ofta försummas en valkrets så fort den har vunnits. Med det aktuella driftsläget. Västländska demokratier ser sin formella roll försvinna och den allmänna opinionen försvinner från valda representanter. Krisen i det samtida demokratiska systemet får dock inte tillåtas fungera som en ursäkt för att avvisa demokrati.

Bland klubbens tidigare och nuvarande medlemmar återfinns Beatrix av Nederländerna, Fernando Henrique Cardoso, José Sarney, Javier Solana, Mugur Isărescu, Roberto Peccei, Adam Schaff, Keith Suter, Anders Wijkman, Erich Jantsch, Michail Gorbatjov och Bohdan Hawrylyshyn.

## Kritik
Från och med 1970-talet mötte Romklubben omfattande kritik. Ekonomen Robert Solow, mottagare av Sveriges Riksbanks pris i ekonomisk vetenskap till Alfred Nobels minne, kritiserade The Limits to Growth (LTG) för dess "förenklade" scenarier. Han har även varit en uttalad kritiker av Romklubben. År 2002 uttalade han: "Det som verkligen irriterar mig är amatörer som gör absurda uttalanden om ekonomi, och jag tyckte att Romklubben var nonsens. Inte för att naturresurser eller miljömässiga begränsningar inte vid någon tidpunkt kan utgöra ett hinder – inte för tillväxt i sig, men för nivån av ekonomisk aktivitet – det tyckte jag inte var en orimlig idé. Men eftersom Romklubben ägnade sig åt amatörmässig dynamik utan licens, utan rätt kvalifikationer. Och de gjorde det dåligt, så jag blev upprörd över det."
Dock medgav Solow år 2009 att: "Trettio år senare kan situationen ha förändrats. Det är möjligt att den verkliga efterfrågan på naturresurser – och därmed på den naturliga miljön – kommer att vara dramatiskt annorlunda i en värld där Indien och Kina, liksom andra länder, växer med 8 eller 10 procent per år, och måste gå igenom den materiellt intensiva fasen av tillväxt innan de når tjänsteekonomin… Det kommer troligen att bli viktigare i framtiden att intellektuellt, kvantitativt och praktiskt hantera det ömsesidiga beroendet mellan ekonomisk tillväxt, tillgången på naturresurser och miljömässiga begränsningar."
En analys av världssystemmodellen som användes i The Limits to Growth, utförd 1976 av matematikerna Vermeulen och De Jongh, visade att modellen var "mycket känslig för små parameterförändringar" och innehöll "tvivelaktiga antaganden och approximationer".
År 1973 granskade ett tvärvetenskapligt team vid Science Policy Research Unit vid University of Sussex modellernas struktur och antaganden, och publicerade sin analys i Models of Doom. De fann att modellens framtidsprognoser för världen var mycket känsliga för några få alltför pessimistiska nyckelantaganden. Sussex-forskarna menade också att metoderna, datan och förutsägelserna av Dennis Meadows med flera var felaktiga, samt att deras världsmodeller (liksom deras malthusianska bias) inte återspeglade verkligheten på ett korrekt sätt.
Ekonom Thomas Sowell beskriver i sin bok The Vision of the Anointed från 1995 ekonomen John Kenneth Galbraith, biologen Paul R. Ehrlich, Romklubben och Worldwatch Institute som "de smorda", och hävdar att "de var fullkomligt säkra i sina förutsägelser, men blev fullständigt motbevisade empiriskt – trots det förblev deras rykte helt oförändrat."
Enligt National Review beskriver han dem som "förespråkare för en världsbild skapad ur fantasi, okänslig för varje form av verklighetsförankring."